# Ian Smith
Ian Douglas Smith (Selukwe, 8 aprile 1919 – Città del Capo, 20 novembre 2007) è stato un politico rhodesiano.
È stato Primo Ministro della Rhodesia indipendente dall'11 novembre 1965 al 1º giugno 1979; in seguito è stato ministro senza portafoglio del nuovo stato di Zimbabwe-Rhodesia tra il 1979 e il 1980, dopo una richiesta respinta di venire nominato ministro della Difesa.

## Biografia

### Nascita e giovinezza
Ian Douglas Smith nacque a Selukwe, nelle Midland, l'8 aprile 1919 da una famiglia anglosassone. Studiò a Gwelo e si trasferì diciottenne in Sudafrica per proseguire gli studi alla facoltà di economia e commercio della Rhodes University. Nel frattempo scoppiò la Seconda guerra mondiale e Smith si arruolò volontario nelle truppe rhodesiane che combattevano al fianco dei britannici. Scelse l'aviazione e fu assegnato al 237º Squadrone RAF della Royal Air Force (già No. 1 Squadron Southern Rhodesian Air Force).
Nell'aprile 1944, durante un'azione di guerra sulla stazione ferroviaria di Alessandria, fu colpito dalla contraerea e fu costretto a lanciarsi sulle montagne del Savonese, più precisamente tra i comuni di Urbe e Tiglieto. Venne aiutato dalla popolazione locale a nascondersi in quanto braccato dai tedeschi che partendo dal forte nel comune di Sassello lo stavano cercando. Partecipò con i partigiani alla Resistenza italiana, nella zona a cavallo tra Liguria e Piemonte agli ordini del capitano savonese Domenico Lanza detto "Mingo". Finita la guerra, concluse i suoi studi alla Rhodes University. Nel 1948 si sposò e si stabilì nella città natale di Selukwe, dove, acquistata una tenuta, si dedicò all'attività di proprietario terriero.

### Inizio della carriera politica
Negli anni cinquanta iniziò l'attività politica, iscrivendosi al Partito Liberale Rhodesiano (Rhodesian Liberal Party), e fu eletto alla camera bassa del Parlamento (House of Assembly). Presto entrò però in urto con i vertici liberali, ritenuti da lui troppo poco tradizionalisti e troppo filobritannici. Uscì perciò da quel partito, per aderire al Partito Federalista Unito (United Federal Party) di Sir Roy Welensky, più vicino ai propri ideali. Nel 1962 decise di fondare un proprio partito con Winston Field, il Fronte Rhodesiano (Rhodesian Front), con il preciso obiettivo dell'indipendenza dalla Gran Bretagna e dell'organizzazione di un governo bianco sull'esempio del Sudafrica.

### L'ascesa al governo della colonia
Il nuovo partito ebbe subito un clamoroso successo e alle elezioni del 1962 ottenne la maggioranza assoluta in parlamento. Costituito un governo monocolore, Winston Field divenne Primo Ministro. Nell'aprile del 1964 Smith sostituì Field, ritenuto troppo poco incisivo nel raggiungere gli obiettivi prefissati. Il nuovo primo ministro iniziò così a perseguire detti obiettivi (indipendenza e governo bianco), da raggiungere nel più breve tempo possibile.

### La dichiarazione d'indipendenza
Tra il 1964 e il 1965 Smith avviò negoziati con la Gran Bretagna per accedere finalmente all'indipendenza, ma essi furono fallimentari. Smith infatti fu irremovibile su un punto: egli non voleva scendere assolutamente a patti con l'Organizzazione dell'unità africana (OUA), che soleva definire "sordido circolo dei dittatori" e la sua indipendenza non avrebbe avuto alcun legame con quell'associazione. Smith non aveva neppure una grande stima dell'ONU, da lui ritenuto un "covo di marxisti e terzomondisti".
Constatata perciò l'impossibilità di scendere a patti, l'11 novembre 1965 Smith proclamò la Unilateral Declaration of Independence e fondò la Repubblica di Rhodesia, di cui divenne primo ministro. L'ONU reagì imponendo sanzioni al nuovo stato, ma Smith ottenne l'appoggio economico e militare di Sudafrica e Portogallo, così da poter sfuggire alle sanzioni per un certo periodo.

### Il governo: l'applicazione del pensiero politico di Smith
Una volta ottenuta l'indipendenza, forte di una maggioranza parlamentare assoluta, Smith poté applicare il suo pensiero politico nella gestione dello stato. In base alle sue idee, la Rhodesia doveva essere uno stato gestito politicamente ed economicamente dai bianchi di origine europea (perlopiù anglosassone). Secondo Smith, essi avevano non solo il diritto, ma il dovere di esercitare questo dominio, in quanto fondatori di quell'unità statale e gli unici in grado di assicurare benessere a tutta la popolazione, essendo estranei e super partes rispetto alle lotte tribali che caratterizzavano la popolazione nera.
Inoltre Smith era sostanzialmente favorevole al principio della "crescita separata delle comunità" (in Sudafrica chiamato apartheid). Secondo lui, cioè, qualora uno stato presenti componenti etniche profondamente diverse, esse avrebbero il diritto di sviluppare le proprie tradizioni e il proprio modo di vita in modo separato, senza reciproche contaminazioni imposte.
Di qui l'organizzazione del cosiddetto "apartheid sociale", ovvero la differenziazione su base razziale delle strutture di uso sociale (dai ritrovi, ai ristoranti, ai mezzi di trasporto e così via). Comunque Smith aveva previsto una graduale integrazione dei neri nella gestione politico-economica del paese, ma solo a patto che essi non ne avessero minato i capisaldi strutturali. Quest'impostazione fu assai avversata dalla comunità internazionale (eccezion fatta per il Sudafrica) e da gran parte della popolazione nera, che si considerava impossibilitata a svilupparsi autonomamente senza poter incidere direttamente sulla gestione politica-economica dello stato. Comunque il modello economico rhodesiano ottenne eccellenti risultati, riconosciuti anche da esponenti neri come il vescovo anglicano Abel Muzorewa, suo principale interlocutore nel corso degli anni Settanta. Smith trovò infatti numerosi interlocutori disposti al dialogo, specie all'interno dell'etnia Ndebele. Suoi grandi avversari rimasero invece gli esponenti dell'etnia Shona.

### La crisi, la guerra civile e le speranze di un governo di unità nazionale
Il regime instaurato da Smith entrò in crisi con gli anni settanta, quando la guerriglia promossa dai suoi oppositori, sostenuti e finanziati dal Patto di Varsavia, si trasformò in vera e propria guerra civile. Si addivenne così al 1979, quando, grazie all'intervento diretto della Gran Bretagna, fu raggiunto un compromesso. Lo stato assumeva il nome di Zimbabwe-Rhodesia e veniva assicurato un governo e un parlamento multirazziale. Smith cedette così la carica di primo ministro a Muzorewa, divenendo ministro senza portafoglio.
In questa fase, Smith parve essere parzialmente ottimista sul futuro del paese: in effetti questo processo poteva inserirsi nel quadro della corretta integrazione dei neri nella vita politica del paese, da lui prevista e auspicata per ottenere il consenso del mondo occidentale e porre fine al parziale isolamento della nazione. Tuttavia egli avvertì Muzorewa del pericolo che per la pace del paese costituivano gli shona dello ZANU di Robert Mugabe.
Nel 1980 fu proclamato lo Zimbabwe e Smith iniziò a temere ciò che poi avvenne, cioè l'affermarsi del dominio assoluto di Mugabe, da lui considerato già allora nient'altro che "un folle". Il clima di violenza fomentato da Mugabe raggiunse in breve tempo livelli estremi. I regolamenti di conti tra ZANU e ZAPU mieterono migliaia di vittime. Smith riuscì a mantenere il suo seggio di deputato, divenendo il rappresentante ufficiale dell'opposizione in parlamento, con il suo nuovo partito, il Fronte Repubblicano; tra il 1980 e il 1985, tuttavia, il supporto al Fronte Repubblicano da parte della élite bianca conobbe alti e bassi. Dopo le elezioni del 1985, quando Mugabe abolì i seggi riservati ai parlamentari bianchi, Smith si ritirò dalla vita politica.

### Gli ultimi anni
Anche dopo il suo ritiro dall'attività politica, Smith continuò comunque ad opporsi strenuamente al governo di Mugabe. Nella sua autobiografia, The Great Betrayal (it. 'Il grande tradimento'), sono contenute molte delle sue critiche al governo dello Zimbabwe. Gli ammiratori di Smith lo considerarono un uomo di provata integrità mentre i suoi detrattori videro nelle sue critiche un testardo rifiuto a riconoscere la necessità di cambiamenti nel Paese. Le sue accuse furono indirizzate a molteplici persone, tra cui l'allora Primo Ministro del Regno Unito, Harold Wilson, che Smith accusava di aver contribuito attivamente a danneggiare il governo Rhodesiano. Nella sua biografia, inoltre, Smith rimarca il proprio astio per l'isolamento internazionale nei confronti della Rhodesia.
Smith scelse comunque di restare in Zimbabwe per ritirarsi a vita privata. Suo figlio Alec ritornò dall'Europa e lo aiutò a condurre la fattoria di famiglia, a Shurugwi, nello Zimbabwe meridionale. Nel 2001 la sua fattoria venne presa di mira da alcuni simpatizzanti di Mugabe. Trovò diversi sostenitori anche tra la popolazione nera, e continuò a discutere di politica sia sui media locali sia su quelli internazionali. Le critiche verso Robert Mugabe si fecero via via sempre più aspre, finché nel 2000, durante un viaggio all'estero, Smith lo descrisse definendolo "un folle". Mugabe, per risposta, minacciò di arrestare e processare Smith, qualora fosse tornato in Zimbabwe. Tuttavia, al suo ritorno non venne né arrestato né processato.

### La morte
All'inizio del 2005 Smith si recò in Sudafrica per ricevere cure mediche. Nel gennaio 2006 morì il suo unico figlio, Alec. Fu un fortissimo shock per l'ex-presidente rhodesiano, che non si riprese mai né fisicamente né mentalmente dal trauma. Per il resto dei suoi anni continuò a vivere accudito dalla nuora ormai vedova, Jean, a Città del Capo, dove è presente una significativa comunità di profughi della Rhodesia. Ian Smith morì il 20 novembre 2007, all'età di 88 anni.